# 莫希科省
莫希科省（葡萄牙語：Província de Moxico）位於安哥拉中東，與比耶省、庫安多古班哥省、南倫達省等省份及剛果民主共和國及赞比亚相鄰。